# Antorferpfund
Das Antorfer Pfund, auch als leichtes Pfund oder Seidenpfund bezeichnet, war ein Gewichtsmaß im Kanton Zürich in der Schweiz. Anwendung für das Maß war die Färberei der Seide und deren Handel. Zum Vergleich war das schwere Pfund 36 Lot oder 144 Quintli schwer.
- 1 Antorfer Pfund = 32 Lot = 16 Unzen

Wenn es um Färberei der Seide ging, war das Antorfer Pfund auch von der Farbe der Seide abhängig und wurde schon mal entsprechend mit 30 1/3 Lot nach eidgenössischen Werten gewogen.
- 1 Antorfer Pfund = 468,6112 Gramm (= 469,8 Gramm[1])